# Туфли с золотыми пряжками
«Ту́фли с золоты́ми пря́жками» — музыкальная сказка режиссёра Георгия Юнгвальд-Хилькевича с песнями Ильи Резника. Фильм снят по заказу Государственного Комитета Совета Министров СССР по телевидению и радиовещанию на Одесской киностудии в 1976 году.
Съёмки фильма производились на территории музея деревянного зодчества в городе Новгороде.

## Сюжет
Отец Иванушки плетёт лучшие во всей округе лапти. Своё умение он передал сыну, но что-то грустно стало в последнее время Ивану и он отпросился у родителей сходить на ярмарку, купить себе немного счастья. Деньги — полный кошель медяков — он по дороге истратил. Половину дал разбойникам, чтобы выручить из беды скомороха Тимоню, а другую у него выманил ярмарочный плут.
Повстречал Иван на ярмарке Марьюшку и понял, что это и есть его счастье. Но девушка оказалась дочкой Царя-батюшки, убежавшей тайком из царского дворца посмотреть, как народ веселится.
На поиски дочери царь отправляет двух заморских сыщиков, которые оказались переодетыми в чужое платье разбойниками. Марьюшку они разыскали, но, пользуясь случаем, украли из царской опочивальни туфли с золотыми пряжками (подарок дружественного короля) и алмазную корону.
Царь с большим неудовольствием узнал, что Марьюшка любит простого парня. Соискателю руки царевны он приказал построить напротив царского дворца невиданные хоромы. За одну ночь Иван сплёл из лыка сказочной красоты дом и царь был вынужден отдать ему в жёны единственную дочь.

## В ролях
- Владимир Герасимов — Иванушка
- Ирина Малышева — царевна Марьюшка
- Лев Дуров — Царь
- Олег Белов — рыжий разбойник
- Георгий Штиль — чёрный разбойник
- Игорь Дмитриев — заморский сыщик
- Всеволод Якут — заморский сыщик
- Владимир Старостин — Тимоня-скоморох
- Вера Кузнецова — царская нянька
- Юрий Медведев — кучер
- Георгий Светлани — Ярыжка-кочерыжка
- Павел Винник — дровосек
- Александр Хочинский — плут
- Елена Папанова — сенная девушка
- Наталья Горленко — Дунька
- Пётр Бенюк — стражник
- Юрий Эллер — стражник
- Николай Кузьмин — отец Иванушки
- Лилия Яппарова — девка с конопушками

## Съёмочная группа
- Автор сценария: Ким Мешков
- Режиссёр-постановщик: Георгий Юнгвальд-Хилькевич
- Оператор-постановщик: Александр Полынников
- Композиторы: Сергей Сапожников, Евгений Филиппов
- Текст песен: Илья Резник («Шелкова трава», «Тихая протяжная», «Чудеса», «Отчего мне снятся свадьбы»), Владимир Высоцкий (куплеты разбойников, «Скоморохи на ярмарке», «Свадебная»)